# Kornai József
Kornai József, 1910-ig Kronemer József (Munkács, 1889. július 15. – Budapest, 1929. október 21.) festőművész, Kornai Margit színésznő testvére.

## Élete
Kronemer Márk és Goldberger Róza (Terézia) gyermekeként született. A Nagybányai művésztelepen Ferenczy Károly, Réti István, Thorma János, Iványi-Grünwald Béla és Hollósy Simon mellett tanult, majd a párizsi Julian Akadémiát látogatta, ahol tanárai voltak Jean-Paul Laurens, Maurice Denis és Henri Matisse. Az első világháborút megelőzően két évet töltött az Egyesült Államokban, ahol mint portréfestő dolgozott, majd a háború alatt a sajtóhadiszállás tagjaként sok háborús vázlatot készített. Budapesten kívül Münchenben, Párizsban és Nagybányán állította ki műveit. Gyűjteményes kiállítása volt a Művészházban 1911-ben, illetve 1925-ben a Nemzeti Szalonban. Halálát vérmérgezés okozta.
Felesége Rajna Alice színésznő volt, akit 1912. december 12-én Budapesten vett nőül. Két gyermekük született, György (1917–1943) és Tamás (1921–?).
A Kozma utcai izraelita temetőben nyugszik.